# 박태산
박태산(朴泰山, 1992년 7월 24일 ~ )은 대한민국의 배우이다.

## 영화
- (2014년) 《미션: 톱스타를 훔쳐라》 ... 독사 역
- (2015년) 《그랜드파더》 ... 특공대 5 역
- (2015년) 《동주》 ... 기록원 역
- (2015년) 《울보》 ... 양아치들 역
- (2017년) 《콜리션》 ... 기철 역
- (2017년) 《검은비: 악의연대기》 ... 이태준 역
- (2018년) 《마트료시카》 ... 건달 역
- (2018년) 《대가리 쎈놈들의 반란》
- (2018년) 《안시성》 ... 성벽넘은 당군사 역
- (2019년) 《기방도령》 ... 끝석 역
- (2019년) 《백두산》 ... 중국 요원 1 역
- (2019년) 《나쁜 녀석들: 더 무비》 ... 요시하라 부하 2 역
- (2019년) 《소리꾼》 ... 어사또 부관
- (2019년) 《오케이 마담》 ... 북한조원 4 역
- (2020년) 《경호원》 ... 독고 역
- (2021년) 《불어라 검풍아》 ... 필립 / 양치남 역
- (2021년) 《강릉》 ... 린하이핑 역
- (2023년) 《범죄도시 3》 ... 문신남 4 역 (서초구 흉기난동범 일당) (첫 천만영화)
- (2025년) 《히트맨2》 ... 쳉 역 - (인간말종 6. 2편의 서브 빌런 3)